# Koi no Jubaku
- 恋の呪縛 (Romaji: Koi no Jubaku, tên dịch ra tiếng Anh là Love's Spell) là Single thứ năm của nhóm Berryz Koubou trong Hello! Project. Nó được phát hành vào ngày 10, tháng 11, năm 2004 với nhãn hiệu PICCOLO TOWN và số Catalog PKCP-5045. Kèm theo Hello! Project Photo Card No. 0062.
- Thay vì cho ra một bản DVD Single V của Single này, các bản "PV", "Nụ cười", và "Quá trình dàn dựng" đã được đưa vào Berryz Koubou Single V Clips (1).

## Credit
- Sáng tác lời: Tsunku
- Dàn dựng: Hirata Shouichirou

## Danh sách bài hát trên CD
1. 恋の呪縛 (Romanji: Koi no Jubaku)
2. パッション E-CHA E-CHA (Romanji: Passion E-CHA E-CHA)
3. 恋の呪縛 (Instrumental) (Koi no Jubaku (Bản nhạc khí))

## Những buổi biểu diễn trên truyền hình
- Ngày 14, tháng 11, năm 2004 Hello! Morning
- Ngày 23, tháng 11, năm 2004 Oha Star

## Những buổi biểu diễn phối hợp
- Hello! Project Sports Festival 2004
- Berryz Koubou Live Tour 2005 Shoka Hatsu Tandoku ~Marugoto~
- Berryz Koubou Live Tour 2005 Aki ~Switch ON!~
- Berryz Koubou Concert Tour 2006 Haru ~Nyoki Nyoki Champion!~
- 2007 Sakura Mankai Berryz Koubou Live ~Kono Kandou wa Nidoto Nai Shunkan de Aru~
- Berryz Koubou Concert Tour 2007 Natsu ~Welcome! Berryz Kyuuden~
- Berryz Koubou Concert Tour 2008 Aki ~Berikore!~

## Bảng xếp hạng và doanh thu trênOricon
| T. Hai | T. Ba | T. Tư | T. Năm | T. Sáu | T. Bảy | C. Nhật | Xếp hạng trong tuần | Lợi nhuận hàng tuần |
| ------ | ----- | ----- | ------ | ------ | ------ | ------- | ------------------- | ------------------- |
| -      | 6     | 9     | 14     | 16     | 20     | 26      | 13                  | 12.897              |
| -      | -     | -     | -      | -      | -      | -       | 64                  | 2.409               |
| -      | -     | -     | -      | -      | -      | -       | 145                 | 1.130               |

Tổng doanh thu: 16.436

## Liên kết khác
- Danh mục bài hát của Berryz Koubou từ UP-FRONT WORKS: Discography entry Lưu trữ ngày 13 tháng 8 năm 2012 tại Wayback Machine
- Lời bài hát từ trang projecthello.com: Koi no Jubaku, Passion E-CHA E-CHA
- Dịch lời bởi Kiwi Musume: Love's Spell
- Dịch lời bởi Megchan: Passionate Making Out Lưu trữ ngày 9 tháng 10 năm 2008 tại Wayback Machine

### Đặt hàng tại
- CD: Amazon JP, CD Japan, Yes Asia[liên kết hỏng]